# Amédée Galzin
Amédée Galzin (ur. 1 maja 1853 w Parrinet, zm. 14 lutego 1925 w Parrinet) – francuski weterynarz i mykolog. 
W 1878 r. uzyskał stopień naukowy w kolegium weterynaryjnym w Tuluzie. W latach 1879–1905 pełnił funkcję weterynarza wojskowego, w 1899 został rycerzem Legii Honorowej. W 1905 r. przeszedł na emeryturę, a w 1906 roku ożenił się. Mieszkał w St.-Sernin-sur-Ranc. 
W latach 1909–1925 wraz z Hubertem Bourdotem był współautorem szeregu publikacji  dotyczących Hymenomycetes Francji. Wszystkie części zostały opublikowane w Biuletynie la Société Mycologique de France. Wraz z Bourdotem napisał także Heterobasidiae nondum descriptae.
Opisał nowe gatunki grzybów. W nazwach naukowych utworzonych przez niego taksonów dodawane jest jego nazwisko Galzin.